# Paul Murphy (irlandzki polityk)
Paul Murphy (irl. Pól Ó Murchú; ur. 13 kwietnia 1983 w Dublinie) – irlandzki polityk, poseł do Parlamentu Europejskiego VII kadencji, deputowany krajowy.

## Życiorys
Studiował prawo na University College Dublin. Organizował w 2003 kampanie studenckie przeciwko wprowadzeniu odpłatności za studia. Zaangażował się w działalność trockistowskiej Partii Socjalistycznej.
W 2011 został desygnowany przez socjalistów do Parlamentu Europejskiego VII kadencji. Zastąpił Joe Higginsa (wcześniej był jego doradcą politycznym), który złożył mandat w związku z wyborem do Dáil Éireann. W PE VII kadencji przystąpił do frakcji Zjednoczonej Lewicy Europejskiej i Nordyckiej Zielonej Lewicy oraz do Komisji Handlu Międzynarodowego.
W wyborach uzupełniających w 2014 uzyskał mandat posła do Dáil Éireann w miejsce Briana Hayesa. Utrzymywał go również w kolejnych wyborach w 2016, 2020 i 2024.